# 五凤镇
五凤镇，是中华人民共和国四川省成都市金堂縣下辖的一个乡镇级行政单位。

## 行政区划
五凤镇下辖以下地区：
五凤溪社区、罗家坝社区、金凤村、金箱村、白岩村、玉凤村、青凤村、白凤村和小凤村。

## 中国传统村落
2013年8月，金箱村被评为第二批中国传统村落。